# Sturnira
Sturnira (Gray, 1842) è un genere di pipistrelli della famiglia dei Fillostomidi.

## Descrizione

### Dimensioni
Al genere Sturnira appartengono pipistrelli di piccole dimensioni, con lunghezza della testa e del corpo tra 53 e 101 mm, la lunghezza dell'avambraccio tra 32 e 62 mm e un peso fino a 67 g.

### Caratteristiche craniche e dentarie
Il cranio presenta una scatola cranica relativamente alta e con una cresta sagittale sviluppata. La bolla timpanica è piccola. Gli incisivi superiori sono grandi, mentre quelli inferiori sono più piccoli. I molari sono squadrati e attraversati longitudinalmente da un solco profondo.
Sono caratterizzati dalla seguente formula dentaria:

### Aspetto

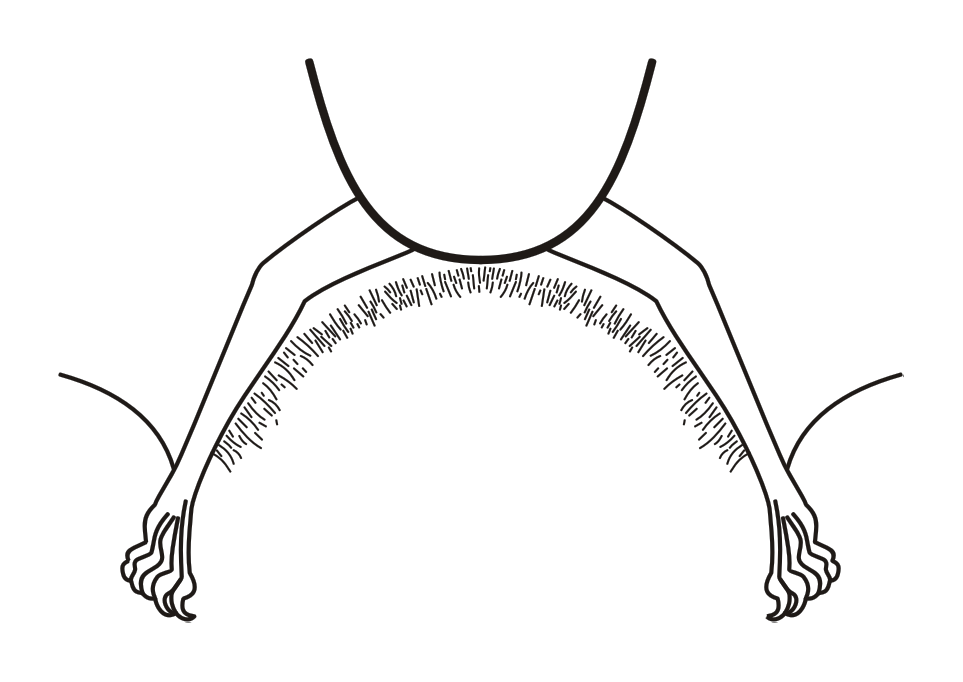
Illustrazione della parte posteriore di Sturnira

La pelliccia è vellutata. Il colore del corpo varia dal bruno-arancione al grigiastro. È privo delle strisce biancastre sui lati della testa, tipiche della sottofamiglia. Sono invece presenti nei maschi adulti dei ciuffi di peli gialli, arancioni o rossi intorno a delle ghiandole situate su ogni spalla eccetto che in S.aratathomasi, S.bidens, S.nana e S.sorianoi. Il muso è corto e largo. La foglia nasale è piccola e semplice, con la porzione anteriore saldata al labbro superiore e quella posteriore lanceolata. Sul labbro inferiore sono presenti tre piccoli cuscinetti carnosi circondati da una serie di piccole verruche disposte a semi-cerchio. Gli arti inferiori sono tozzi e densamente ricoperti di peli fino ai piedi. È privo di coda, mentre l'uropatagio è ridotto ad una frangiatura di peli lungo la parte interna degli arti inferiori. Il calcar è corto oppure assente.

## Distribuzione
Il genere è diffuso in America Centrale e meridionale.

## Tassonomia
Il genere comprende 21 specie.
- Sottogenere Sturnira - Due incisivi inferiori su ogni semi-arcata.
  - Sturnira adrianae
  - Sturnira aratathomasi
  - Sturnira bakeri
  - Sturnira boadai
  - Sturnira bogotensis
  - Sturnira burtonlimi
  - Sturnira erythromos
  - Sturnira giannae
  - Sturnira koopmanhilli
  - Sturnira lilium
  - Sturnira ludovici
  - Sturnira luisi
  - Sturnira magna
  - Sturnira mistratensis
  - Sturnira mordax
  - Sturnira oporaphilum
  - Sturnira perla
  - Sturnira sorianoi
  - Sturnira thomasi
  - Sturnira tildae
- Sottogenere Corvira - Un incisivo inferiore su ogni semi-arcata.
  - Sturnira bidens
  - Sturnira nana